# A Vida Lá Fora
A Vida Lá Fora é um programa de televisão que faz comédia da situação que o mundo atravessa. Inicialmente era emitido aos domingos à noite, com a estreia do Big Brother 2020 passou a ser emitido aos sábados à noite na TVI e com apresentação de Marco Horácio. 

## Sinopse
Nilton, António Raminhos, António Machado, Guilherme Duarte e João Seabra terão o seu espaço de opinião, sob a batuta do anfitrião e moderador Marco Horácio.
Num programa que se pretende dinâmico e com um humor condizente com os dias que vivemos, este painel residente passará, com aquilo que faz melhor - o humor -, dicas e conselhos práticos para os telespectadores, com o objetivo de ser uma “lufada de ar fresco” no panorama atual. 
No final de cada programa, haverá a atuação de um convidado especial, uma “estrela” musical, que cantará um dos seus hits, com uma letra humorística, de esperança.

## Momento Musical
| Emissão             | Músico             | Canção Original       | Novo Hit                          |
| ------------------- | ------------------ | --------------------- | --------------------------------- |
| 5 de abril de 2020  | António Zambujo    | "Pica do 7"           | "Fiquem em casa ou vou-me passar" |
| 12 de abril de 2020 | Diogo Piçarra      | "Paraíso"             | "Não te flipares"                 |
| 19 de abril de 2020 | Pedro Abrunhosa    | "Não Desistas de Mim" | "Dor sem Álibi"                   |
| 25 de abril de 2020 | Carolina Deslandes | "A Vida Toda"         | "Esta espera toda"                |
| 9 de maio de 2020   | Anjos              | "Ficarei"             | "Encomendei"                      |
| 16 de maio de 2020  | Rita Guerra        | "Chegar a Ti"         | "Eu não posso Chegar a Ti"        |

## Audiências
| Emissão             | N.° Espetadores | Share | Rating | Referência |
| ------------------- | --------------- | ----- | ------ | ---------- |
| 5 de abril de 2020  | 718.800         | 17.5% | 7.6    | 2.° lugar  |
| 12 de abril de 2020 | 588.100         | 15.2% | 6.2    | 1.° lugar  |
| 19 de abril de 2020 | 543.600         | 14.8% | 5.7    | 2.° lugar  |
| 25 de abril de 2020 | 444.100         | 13.1% | 4.7    | 2.° lugar  |
| 9 de maio de 2020   | (sem dados)     | 14.0% | 4.1    | 2.° lugar  |
| 16 de maio de 2020  | 379.000         | 12.5% | 4.0    | 2.° lugar  |